# إمام سوتجو

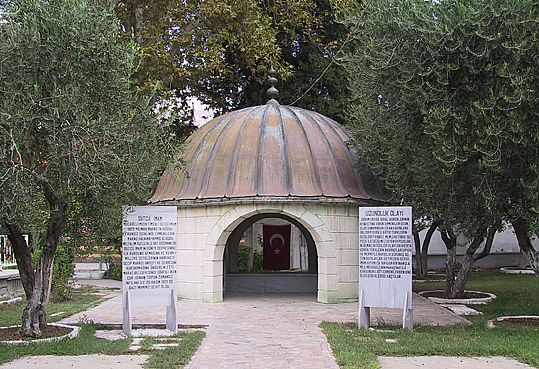
قبر إمام سوتشو

إمام سوتشو (بالتركية: Sütçü İmam)‏ (1871 - 25 نوفمبر 1922) المعروف ب«بائع اللّبن» لأنّه كان يكسب رزقه من بيعه، هو أحد رموز النضال خلال حرب الاستقلال التركية. يعتبر أول من قام بعمل مسلح ضد قوات الاحتلال الفرنسية في مرعش في 31 أكتوبر 1919، وهو ما شكّل بداية لمعركة مرعش.

## خلفية
بعد توقيع هدنة مودروس أصبحت كل من مرعش وعنتاب وأضنة (تشوكوروفا) تحت احتلال القوات البريطانية. في خريف عام 1919، سلّم البريطانيون السيطرة على هذه المناطق إلى الفرنسيين، الذين دخلوا مرعش في أكتوبر. تألفت قوة الاحتلال الفرنسية بشكل أساسي من قوات الاستعمار الفرنسي والفيلق الفرنسي الأرمني. دخل الفيلق الأرمني، المؤلف من 2000 جندي مساعد، إلى المدينة في اليوم التالي، في 30 أكتوبر.[بحاجة لمصدر]

## الحادثة
بحسب الرواية التي عُثر عليها في المصادر التركية، ففي ليلة 31 أكتوبر، كان إمام سوتشو يمارس عمله كالعادة فرأى جنديان فرنسيا وأرمنيا يعترضان طريق ثلاث سيدات ويحاولون نزع نقابهن قائلين: «هذه الأرض أصبحت مستعمرة فرنسية ولا يمكنكن التجول بالنقاب هنا.»
حاول أحد الباعة التدخل للدفاع عن السيدات إلا أن الجنديان أطلقا عليه الرصاص وقتلاه. وهنا لم يتمالك سوتشو نفسه وأخرج سلاحه وأطلق النار على الجنديين مردياً أحدهما قتيلاً بينما أصاب الآخر. وكانت هذه الرصاصة هي شرارة حركة النضال ضد المحتل الفرنسي في مرعش.
بعد الحادث، هرب إمام سوتشو ولجأ إلى قرية قريبة، وحاول الفرنسيون ومن يعاونوهم من الأرمن جاهدين القبض عليه إلا أنهم لم يفلحوا في ذلك. قيل أن قوات الفيلق الأرمني الفرنسي التي وصلت فتحت النار على المدنيين انتقاما لما وقع. ألقى جنود فرنسيون القبض على «قادر»، ابن عم سوتشو، وربطوا يديه وقدميه من الخلف وعرّضوه للتعذيب والتشويه، عن طريق قطع أنفه وأذنيه.[بحاجة لمصدر] وتوفي خنقا أثناء احتجازه.
تصاعد التوتر الذي أشعلته هذه الأحداث تدريجياً وأدى إلى اندلاع انتفاضة مسلحة ضد الاحتلال الفرنسي في فبراير 1920 (معركة مرعش).

## موته
بعد تحرير مرعش، تمت مكافئة سوتشو وعُيّن في البلدية، ثم بعد ذلك في تشغيل المدافع بقلعة قهرمان مرعش، وتوفي جراء إصابته في حريق نشب بسبب انفجار أحد المدافع.

## ذِكراه
في ذكرى هذا الحادث، تم تسمية جامعة كهرمان مرعش سوتشو على اسم سوتشو في عام 1992. أشار نجم الدين أربكان إلى دور الشخصيات الإسلامية البارزة خلال حرب الاستقلال التركية، مثل إمام سوتشو وريدفان هوكا.